# Caloplaca Hills
Caloplaca Hills är en kulle i Antarktis. Den ligger i den centrala delen av kontinenten. Inget land gör anspråk på området. Toppen på Caloplaca Hills är 1 873 meter över havet.
Terrängen runt Caloplaca Hills är huvudsakligen kuperad, men västerut är den platt. Trakten är obefolkad. Det finns inga samhällen i närheten.